# Ławica (Groot-Polen)
Ławica is een dorp in de gemeente Sieraków, in het woiwodschap Groot-Polen, in het westen van Polen. Het ligt ca. 7 km ten zuidwesten van Sieraków, ruim 65 km ten noordwesten van de regionale hoofdstad Poznań. Het dorp telde in 2011 175 inwoners.

## Sport en recreatie
Door deze plaats loopt de Europese wandelroute E11. De E11 loopt van Den Haag naar het oosten, op dit moment tot de grens Polen/Litouwen. De route komt vanuit Bielsko en vervolgt richting Góra.